# Dennis Russell Davies
Dennis Russell Davies (Toledo, 16 aprile 1944) è un direttore d'orchestra e pianista statunitense.

## Biografia
Ha studiato pianoforte e direzione d'orchestra presso la Juilliard School, dove ha conseguito il dottorato. Davies commissionò, eseguì in anteprima e registrò un campione di compositori viventi e di musica moderna tra cui Hans Werner Henze, William Bolcom, Lou Harrison, Alan Hovhaness, John Cage, Philip Glass, Giya Kancheli, Arvo Pärt, Virgil Thomson, e Aaron Copland, insieme con le opere classiche tradizionali.
Le sue registrazioni degne di nota sono Appalachian Spring di Copland con la Saint Paul Chamber Orchestra nel 1979, per la quale ha vinto un Grammy Award; Fratres e Miserere di Arvo Pärt; e molte delle opere e sinfonie di Philip Glass, tra cui la 5ª sinfonia, che è dedicata a Davies. Davies eseguì in anteprima l'ultima nuova sinfonia di Glass al concerto del 2012 per l'Anno Nuovo nella Anton Bruckner Concert Hall di Linz con una standing ovation. Anche la 3ª Sinfonia di Lou Harrison è dedicata a Davies.
Davies prestò servizio come direttore musicale della Saint Paul Chamber Orchestra dal 1972 al 1980. Insieme con il compositore Francis Thorne ha fondato l'American Composers Orchestra a New York nel 1977 ed è stato il suo direttore musicale fino al 2002. Davies è stato direttore musicale della Brooklyn Philharmonic dal 1991 al 1996. È attualmente direttore dell'Orchestra filarmonica di Brno.

## Carriera in Germania
Nel 1980 si trasferì a Stoccarda, in Germania, dove ha lavorato come Direttore Musicale Generale del Baden-Württemberg State Opera House dal 1980 al 1987. Qui fece debuttare due opere di Philip Glass, insieme a molte opere serie, spesso in produzioni con innovative ed insolite messe in scena. Ha lavorato con molti registi, tra cui Robert Altman in una collaborazione su Salome ad Amburgo. Ha inoltre ricoperto incarichi di ruolo con la Stuttgart Chamber Orchestra, l'Orchestra della Beethovenhalle di Bonn (1987-95) e la Vienna Radio Symphony Orchestra. Davies è stato direttore principale della Orchestra Bruckner di Linz e dell'Opera di Linz dal 2002. È previsto che per concluda la sua permanenza a Linz nel 2017. Nel marzo 2008, Davies è stato nominato terzo direttore musicale della Sinfonieorchester Basel, efficace con la stagione 2009-2010, per un contratto iniziale di cinque anni. È previsto che concluda il suo mandato di Basilea al termine della stagione 2016-2017.

## Festival
Davies ha diretto anche molte orchestre di festival, tra cui l'Aspen Music Festival, il Cabrillo Festival of Contemporary Music, che ha diretto dal 1974 al 1990 e il Festival di Musica di Saratoga. Ha diretto l'Olandese Volante al Festival di Bayreuth, secondo americano a dirigere là e uno dei più giovani. Davies è un docente di Direzione d'Orchestra presso il Mozarteum di Salisburgo.
Davies ha avuto una collaborazione di lunga data con il pianista jazz Keith Jarrett. Ha diretto Jarrett nel repertorio del concerto classico (tra cui Mozart e Lou Harrison) e ha lui stesso eseguito la musica di Jarrett per pianoforte e diretto la musica orchestrale di Jarrett (con Jarrett come solista ed il sassofonista Jan Garbarek).